# Ардене
Ардене (фр. Ardenais) насеље је и општина у централној Француској у региону Центар (регион), у департману Шер која припада префектури Сент Аман Монрон.
По подацима из 2011. године у општини је живело 206 становника, а густина насељености је износила 11,74 становника/km². Општина се простире на површини од 17,55 km². Налази се на средњој надморској висини од 236 метара (максималној 262 m, а минималној 188 m).

## Демографија
| 1962. | 1968. | 1975. | 1982. | 1990. | 1999. | 2011. |
| ----- | ----- | ----- | ----- | ----- | ----- | ----- |
| 276   | 276   | 210   | 198   | 179   | 152   | 206   |

График промене броја становника у току последњих година